# راشده علي
راشده علي (من مواليد 27 يناير عام 1984 في مدينة نيويورك) (معروفة أكثر بأسمها الفني راه علي Rah Ali) هي شخصية أمريكية تلفزيونية، إذاعية، ومصممة أحذية. راشده داعمة مهنية، شخصية عرض واقعية، امرأة أعمال، وهي معروفة بمظاهرها في أسبوع الموضة في نيويورك; الحب & الهيب هوب: نيويورك، الدفعة الأصلية من الحب والهيب هوب الأمتياز (2013-2016) و بيج مورنينغ لايف في 2013. كتبت كتابها الأول A King & An Ace في عام 2014.

## وصلات خارجية
- الموقع الرسمي
- راشده علي على موقع IMDb (الإنجليزية)
- راشده علي على موقع قاعدة بيانات الفيلم (الإنجليزية)